# نیاره
نیاره (به عربی: نیارة) یک روستا در سوریه است که در ناحیه مرکزی اعزاز واقع شده‌است. نیاره ۱٬۳۳۷ نفر جمعیت دارد.